# Segunda batalla de Tucson
La segunda batalla de Tucson fue una batalla ocurrida en Tucson, presidio que pertenecía a la provincia novohispana de Sonora y se encuentra actualmente en el territorio de Arizona (Estados Unidos). Fue un hecho que ocurrió durante las guerras apaches en Nueva España el 1 de mayo de 1782, entre el pequeño destacamento español y cientos de guerreros Apache. 

## Historia
El Presidio Real de San Agustín del Tucsón era una fortificación española ubica en el actual Tucson, fundado por el español Hugo O'Conor. La construcción de la estructura ocurrió entre 1775 a 1783 y se utilizó para proteger las comunicaciones y rutas comerciales del norte de Sonora y el sur de la Alta California. Las tropas consistían de una caballería de entre cuarenta a sesenta unidades, la mayoría originaria de Sonora. El presidio de Tucson fue construida de adobe y madera.

## La batalla
A las 10:00 a. m. del domingo 1 de mayo de 1782, los apaches iniciaron un ataque sorpresa. Los apaches se dividieron en dos grupos y atacaron simultáneamente al pueblo indio y al presidio de Tucsón, con la clara intención de capturar el presidio. Desafortunadamente, para los españoles, la mayor parte de la caballería no estaba en el presidio en ese momento. La mayoría se encontraba en diferentes partes del pueblo preparándose para los oficios religiosos del domingo. Entre los jesuitas que se encontraban en Tucson, reconocerían que se trataba de unos 200 apaches que pelearon a pie y no podían determinar el número que iba a caballo. La batalla se llevó a cabo principalmente en tres campos, la primera en el puente que unía al pueblo indio con Tucson, el segundo en la entrada occidental del presidio y la tercera cerca de la entrada occidental donde se encontraba la casa del capitán Miguel de Urrea.